# Kolleg Kaunas

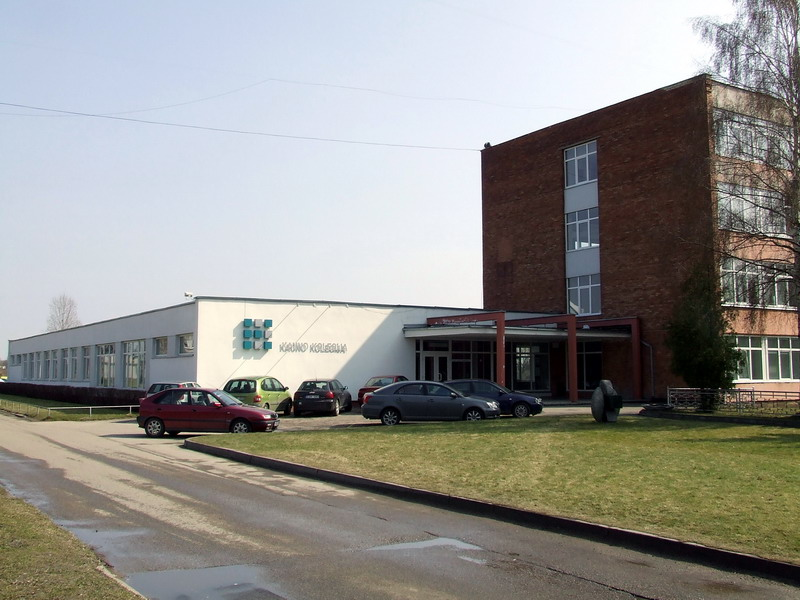
Kauno kolegija

Das Kolleg Kaunas (lit. Kauno kolegija) ist eine staatliche Hochschule mit 7.100 Studenten (davon 2.300 Erstis) und 93 freien Höhern in Kaunas (Litauen). Es gibt 62 Studiengänge, davon 8 auf Englisch. Das Kolleg Kaunas hat vier Studentenwohnheime, 12 akademische Gebäude und mehr als 70 Labors und Werkstätten, in denen Studenten und Lehrer verschiedene Forschungen, Untersuchungen, Kunst- und Wissenschaftsprojekte durchführen.

## Geschichte

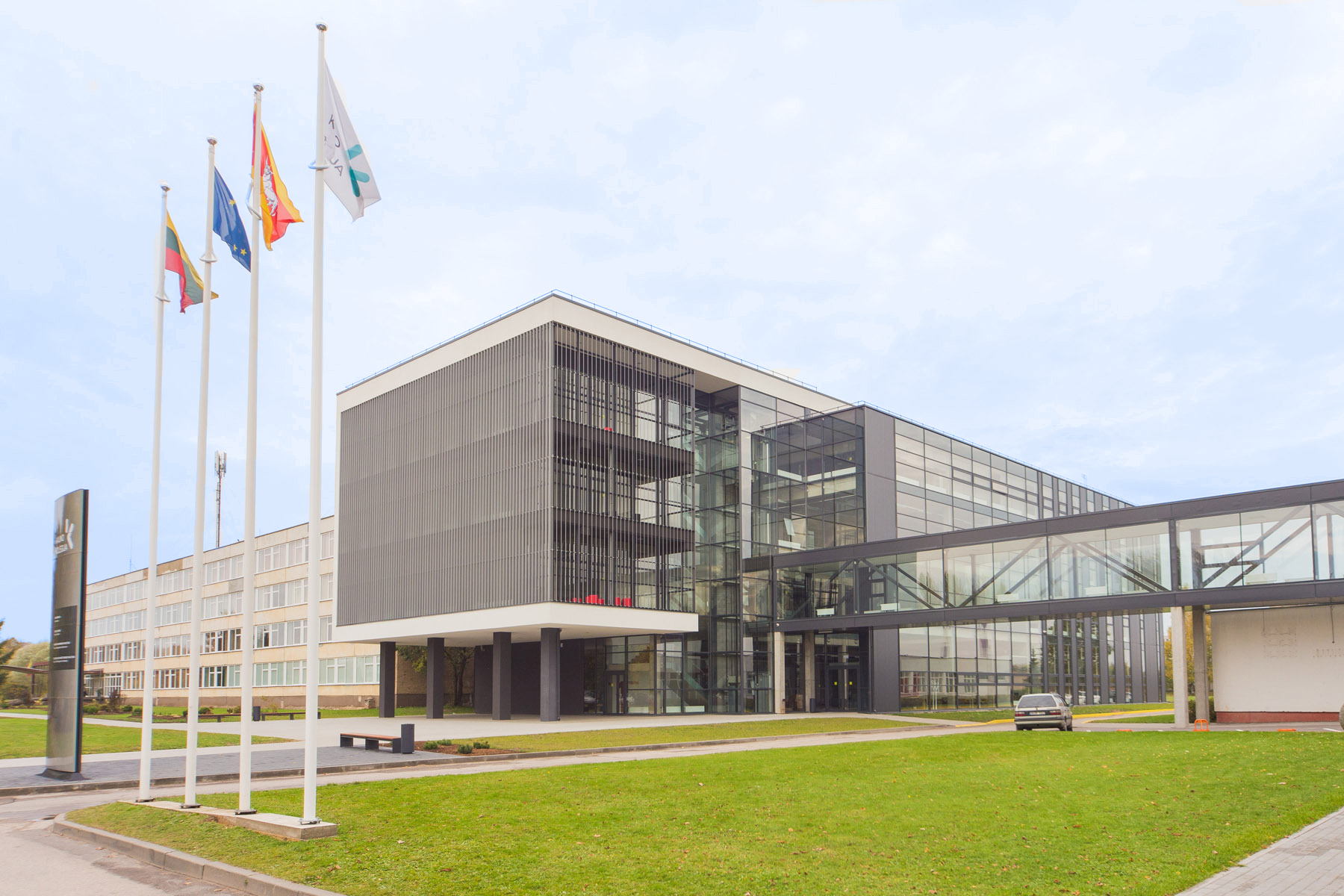
Zentrum für Studium

Das Kolleg Kaunas wurde am 1. September 2000 gegründet. Von 2000 bis 2003 entstanden sieben Fakultäten und zwei Abteilungen. 2000 wurden die höheren Schulen (Technologieschule Kaunas und Wirtschaftsschule Kaunas) vereinigt. 2001 kamen die Medizinschule Kaunas und Kunstschule Kaunas und 2003 das Jonušas-Radvila-Kolleg in Kėdainiai sowie die Lebensmittelindustrieschule Kaunas hinzu.
Seit 2007 gibt es den Bachelor-Abschluss.
Von 2000 bis 2011 gab es 14.000 Absolventen. 2012 gab es über 1.020 Mitarbeiter.

## Fakultäten
- Fakultät für Wirtschaft und Recht
- Justinas-Vienožinskis-Kunstfakultät
- Jonušas-Radvila-Fakultät Kėdainiai
- Fakultät für Landschaftskunde des Kollegs Kaunas
- Medizinfakultät des Kollegs Kaunas
- Fakultät für Technologien
- Fakultät für Wirtschaftsmanagement
  - Abteilung Druskininkai der Fakultät für Wirtschaftsmanagement
- Abteilung Tauragė
- Abteilung Kolleg Alytus (seit 2024)

## Studiengänge
Biomedizin
Agro-Business-Technologie, Geburtshilfe, Allgemeine Praxis Krankenpflege, Biomedical Diagnostics, Mundhygiene, Zahntechnik, Ergotherapie, Farmakotechnik, Physikalische Therapie, Kosmetologie, Zahnpflege, Catering
Geisteswissenschaften
Business English (und Verwaltung)
Kunst
Mode-Design, Restaurierung von Werken der Kunst- und Denkmalpflege, Dekorative Plastik, Design, Fotografie, Bild-Design
Sozialwissenschaften
Englisch und Pädagogik anderer Fremdsprachen, Accounting, Kunstpädagogik, Finanzen, Vorschulausbildung, Büro- und Enterprise Administration, Lebensmittelindustrie-Unternehmensführung, Trade Management, Sozialpädagogik, Sozialarbeit, Sportmanagement, Recht, Tourism and Hotel Management, Business Management.
Die Ausbildung wird durch einen interdisziplinären Innovations- und Gründer-Hub unter dem Namen „idea.point“ ergänzt.
Technologie
Automatic Control, Möbel und Holzprodukte, Geodäsie, Geographic Information Systems, Innen-Design und die Herstellung von Elementen, PC-Netzwerk-Administration, Publishing und Drucktechniken, Lebensmittelsicherheit, Food Technology, Multimedia-Technologie, Territoriales Engineering, Einimpfung und Design

### Internationale Vernetzung
Kauno Kollegija ist Mitglied im Europäischen Hochschulnetzwerk UNINOVIS.

## Lehrer
- Algirdas Rauduvė (* 1952)

## Absolventen
- Adolfas Šleževičius (1948–2022), Unternehmer und Politiker, Vizeminister

## Galerie

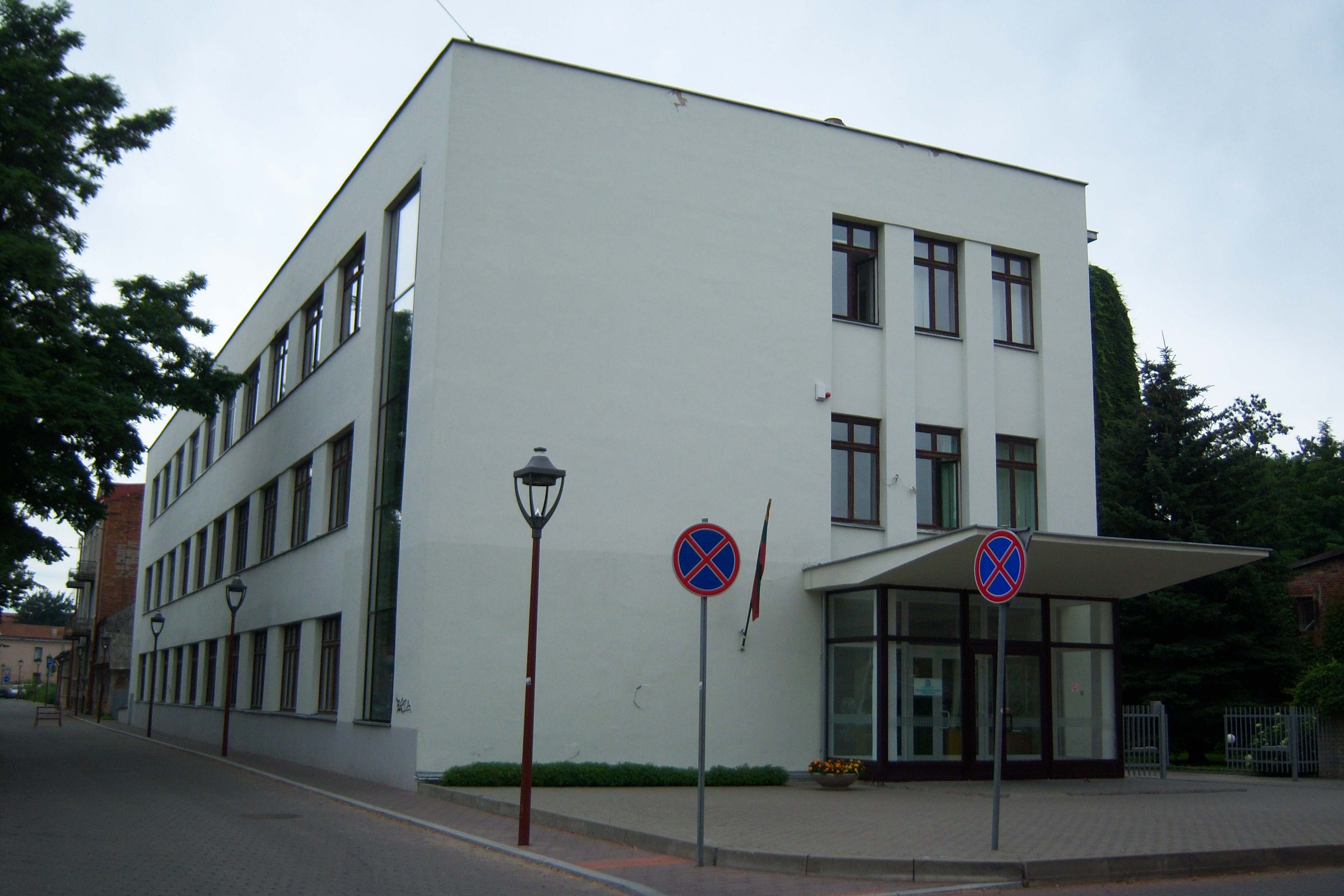
Fakultät für Wirtschaft und Recht
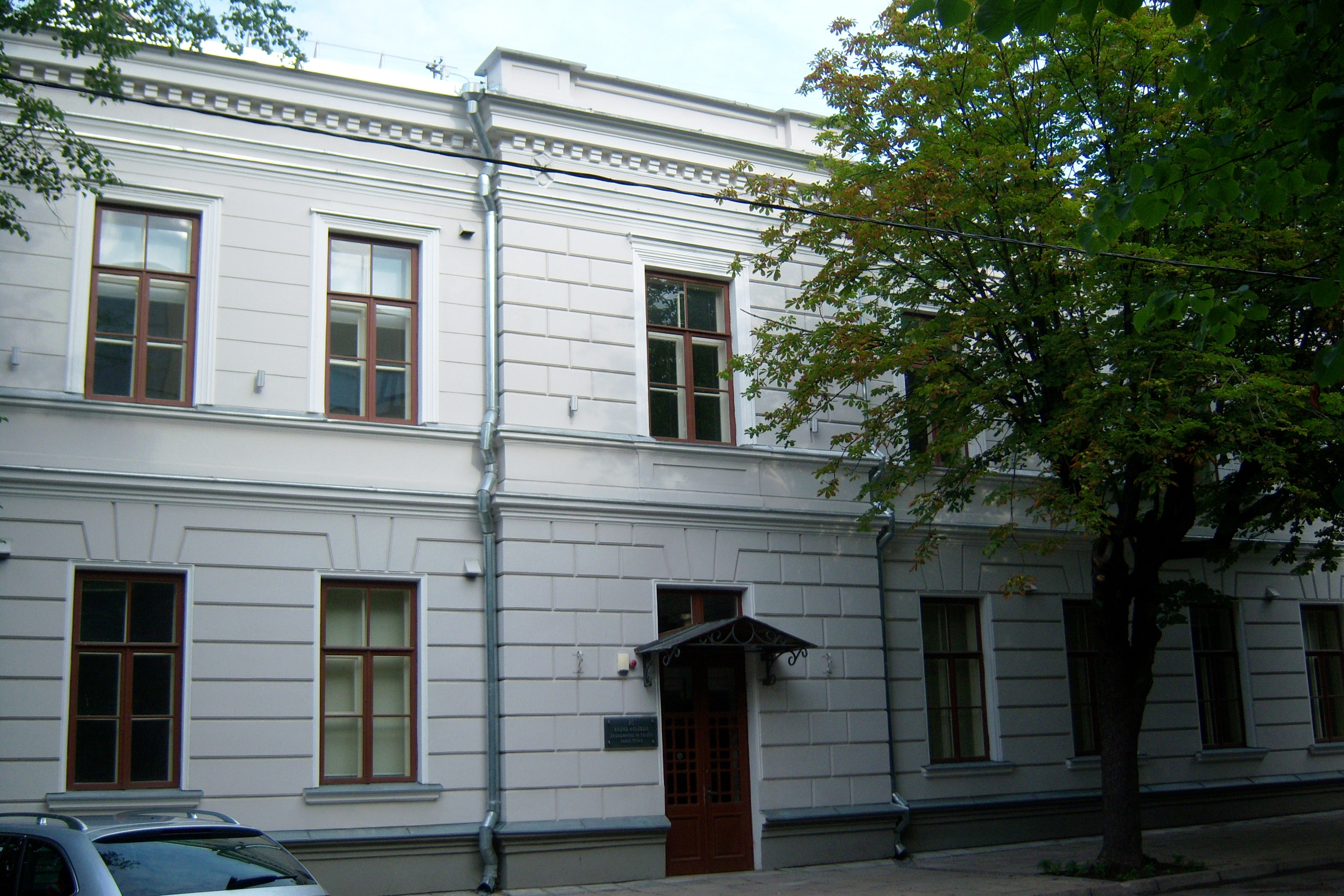
Fakultät für Wirtschaft und Recht
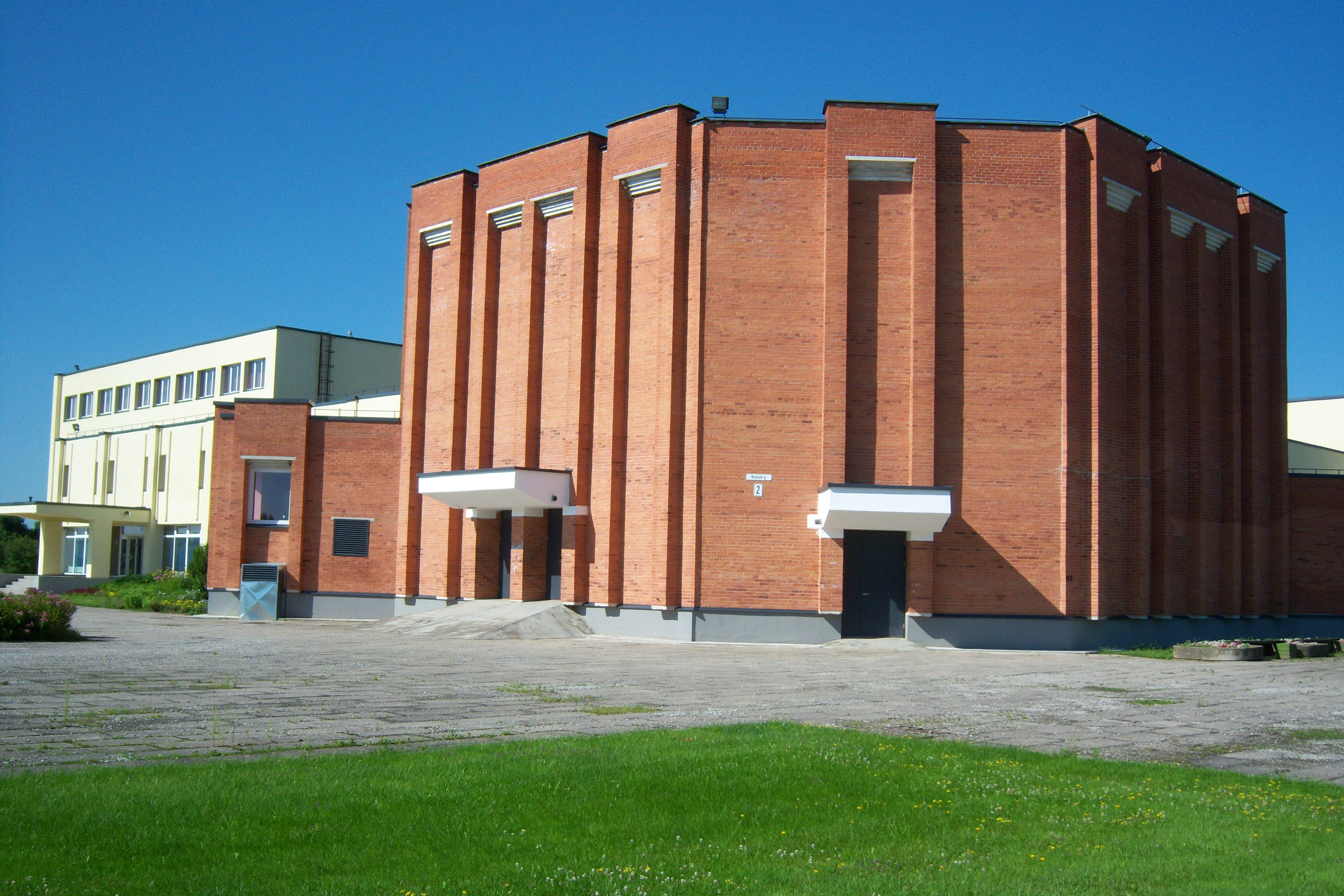
Fakultät für Landschaftskunde in Mastaičiai
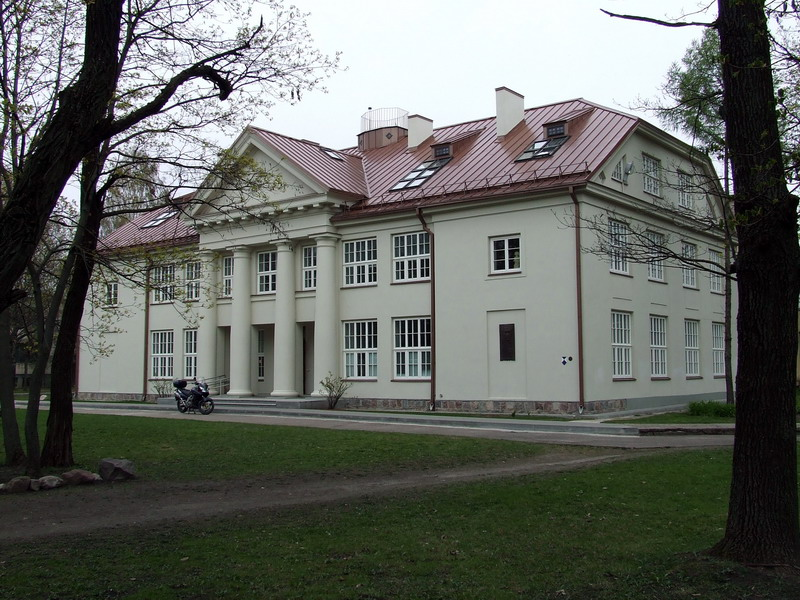
J. Vienožinskis-Fakultät für Kunst
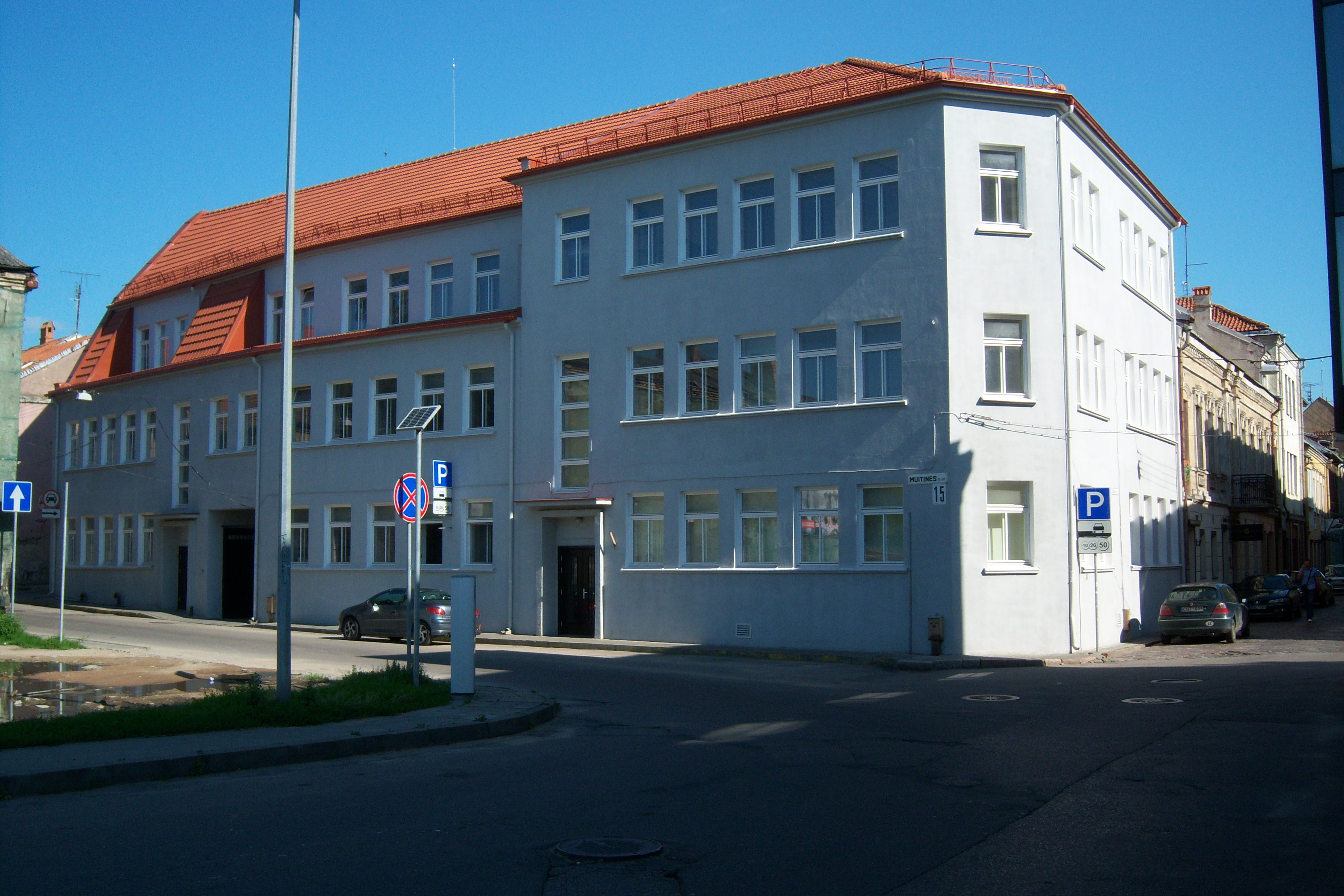
Medizinische Fakultät